# Knights and Merchants: The Shattered Kingdom
Knights and Merchants: The Shattered Kingdom (дословно с англ. — «Рыцари и купцы. Разрушенное королевство»; в России и странах СНГ была издана под названиями «Война и мир» и «Разделяй и властвуй») — компьютерная игра в жанре стратегии в реальном времени немецкой игровой школы, разработанная компанией Joymania Entertainment для PC и портированная компанией e.p.i.c. Interactive Entertainment для Amiga-совместимой платформы Pegasos. 21 февраля 2003 года игра появилась в версии для MorphOS. Существует также версия, портированная для Mac OS.
Через четыре года вышло продолжение игры Knights and Merchants: The Peasants Rebellion (в России и странах СНГ была издана под названием «Вторая корона») с небольшим рядом новшеств и изменений, а также с новой кампанией и новыми одиночными миссиями.

## Особенности
Игра относится к жанру стратегий классической экономической модели немецкой игровой школы и совмещает в себе все признаки игр этого жанра:
- большое количество ресурсов
- большое количество профессий
- длинные производственные цепочки
- непрямое управление подданными

В отличие от других игр этого жанра (Settlers, The Nations, Cultures 2: The Gates of Asgard), Knights and Merchants: The Shattered Kingdom более направлена на военные действия.

## Сюжет
Действие игры разворачивается в эпоху расцвета Средневековья (около 1200 года).
Игрок вступает в действие в роли обычного капитана дворцовой стражи. После удачного раскрытия заговора против короля, последний передаёт игроку командование всеми своими оставшимися военными силами. Армия встаёт на защиту последнего королевского княжества — остаток разрушенного королевства, которое теперь раздроблено на мелкие куски. Также, по ходу сюжета, игроку предстоит отразить нападение варваров на северные границы королевства.
Игроку доверены все основные рычаги управления: строительство, экономика, набор армии, сражения. Миссии условно делятся на мирные (строительство города и последующее сражение) и боевые (строительство города недоступно). Всего в игре насчитывается 20 миссий (из них 6 — боевые).

## Экономическая составляющая
Как и в других играх этого жанра, в Knights and Merchants, доступны первичные, вторичные и третичные ресурсы (вторичные и третичные получаются переработкой первичных и вторичных соответственно). К первичным можно отнести камень, брёвна, зерно, вино, уголь, железную и золотую руду. Ко вторичным — доски, муку, сундуки с золотом, железо, свинину, шкуры, лошадей. К третичным — топоры, луки, копья, кожаные и железные доспехи, деревянные и железные щиты, колбасу, хлеб, кожу, пики, арбалеты, мечи. Некоторые ресурсы в игре невосполнимы (камень, уголь, руды). Все ресурсы хранятся на складах. Если склад уничтожен, то все ресурсы, которые хранились в нём, уничтожаются безвозвратно.
Главная особенность, которая выделяет Knights and Merchants из жанра классической экономической модели немецкой игровой школы, — наличие индикатора голода у каждого подданного (как мирного, так и солдата). Для того, чтобы подданные были сыты, их необходимо кормить. Мирные жители едят (бросая при этом любую работу) в специальном заведении — харчевне. Солдаты получают еду командой «Обеспечить продовольствием», которую отдаёт игрок. Еда доставляется слугами (носильщиками) в место дислокации отряда. Вовремя не покормленный подданный умирает от голода.
Список мирных профессий весьма обширен: слуги (выполняют роль носильщиков), строители, камнетёс (добывает и обрабатывает каменные глыбы), лесоруб (рубит деревья), столяр (пилит брёвна, производит кожаные доспехи и деревянное оружие), крестьянин (выращивает зерно, виноград, из которого на месте производит вино), пекарь (работает на мельнице и в пекарне), животновод (выращивает свиней и коней), мясник-кожевник (разделывает мясные туши на колбасу и обрабатывает шкуру свиней, превращая её в кожу), шахтёр (добывает уголь и руды), плавильщик (производит сундуки с золотом и железные слитки), кузнец (кует железные доспехи и железное оружие) и рекрут (из них производятся солдаты, они же сидят в защитных башнях).
Строительные материалы доставляются на место строительство по дорогам. В отличие от подобных игр этого жанра, поля и виноградники закладываются игроком вручную.

## Военные действия
Все бои проходят на суше. Корабли отсутствуют как класс. Войска делятся на четыре типа: кавалерия, стрелки, пехота, копейщики. Пехота: ополчение, пехотинец, мечник. Кавалерия: разведчик и рыцарь. Стрелки: лучник и арбалетчик. Копейщики: копейщик, пикейщик. При этом разные виды солдат каждого типа могут быть соединены в один отряд.
Одной из отличительных черт боёв Knights and Merchants является потеря контроля над отрядом, вступившим в бой. Также пехота (ополчение, пехота, мечники) могут кратковременно ускориться. На время такого штурма управление над отрядом также теряется.
Для победы в мирной миссии необходимо уничтожить все вражеские казармы, склады, школы и всех солдат. Потеря всех своих складов приравнивается к поражению. Условие победы в военных миссиях — уничтожение всех солдат противника.

## Компьютерный противник
В ходе кампании противник фактически не способен развивать свою базу. Роль компьютера — использовать выделенные разработчиками ресурсы, в первую очередь имеющееся войско. В значительной части миссий сама база компьютерного противника по сути представляет собой декорацию. В таких случаях противник на протяжении миссии лишь поддерживает жизнедеятельность имеющейся армии, изредка пополняя её.

## Оценки
| Сводный рейтинг       | Сводный рейтинг |
| Агрегатор             | Оценка          |
| --------------------- | --------------- |
| GameRankings          | 65,20 %         |
| Русскоязычные издания |                 |
| Издание               | Оценка          |
| «Страна игр»          | 6,7 из 10       |

## Дополнение

Обложка российского издания игры «Вторая корона»

5 апреля 2002 года было выпущено дополнение Knights and Merchants: The Peasants Rebellion (в России «Вторая корона»). Оно содержало в себе новую кампанию на 14 миссий и набор карт для одиночной игры. Также был добавлен новый тип ресурсов — рыба, новая профессия — рыбак и три новых здания: дом рыбака, осадная мастерская, в которой столяр производит осадные орудия: катапульты и баллисты; муниципалитет — строение, где можно нанимать шесть новых типов наёмников: ополчение, бандиты, бунтари, сквайры, воители и варвары.